# Чилегон
Чилегон — крупный промышленный город в индонезийской провинции Бантен. В городе находятся стратегический завод PT Krakatau Steel, производящий металл для внутреннего потребления и на экспорт, и химический завод PT Asahimas Chemical. В состав города входит порт Мерак.

## Районы города
В состав Чилегона входит 8 районов:
1. Грогол
2. Джомбанг
3. Пуло-Мерак
4. Пурвакарта
5. Чибебер
6. Чивандан
7. Чилдегон
8. Читангкил